# McEwensville
McEwensville es un borough ubicado en el condado de Northumberland en el estado estadounidense de Pensilvania. En el año 2000 tenía una población de 314 habitantes y una densidad poblacional de 1,282.1 personas por km².

## Geografía
McEwensville se encuentra ubicado en las coordenadas 41°04′20″N 76°49′07″O / 41.07222, -76.81861.

## Demografía
Según la Oficina del Censo en 2000 los ingresos medios por hogar en la localidad eran de $35,500 y los ingresos medios por familia eran $39,250. Los hombres tenían unos ingresos medios de $28,125 frente a los $21,250 para las mujeres. La renta per cápita para la localidad era de $15,309. Alrededor del 6.9% de la población estaba por debajo del umbral de pobreza.